# Axel Reinhold Lindholm
Axel Reinhold Lindholm, född 11 maj 1857 i Kalmar stadsförsamling, död 21 december 1933 i Språtarp i Skede församling i Jönköpings län, var en svensk målare.
Han var son till skräddaren och regementstrumslagaren Jonas Peter Lindholm och Maria Olsson. Han började arbeta som skräddare men kom via några välvilliga hjälpsamma personer till Stockholm där han i början av 1890-talet antogs som elev och hjälpreda vid Konstnärsförbundets skola. I ett efterlämnat manuskript jämförde han sin ställning vid skolan med massierens i franska ateljéer. Manuskriptet var troligen tänkt för publicering där han förutom sitt eget liv även beskriver livet och arbetet vid Konstnärsförbundets skola. Han debuterade med en separatutställning i Vetlanda 1895 där han visade upp ett tjugotal målningar med  porträtt, landskap och bibliska kompositioner. Till hans offentliga arbeten hör några altartavlor bland annat för Värmdö kyrka. Han var under några år bosatt och verksam i Göteborg för att omkring 1915 flytta till Borås. Eftersom han var mycket musikalisk kom han snabbt in i Borås kulturliv och blev ledare för en lokal sångkör och medlem i Borås konstförening där han medverkade i föreningens utställningar 1917–1922. Sedermera återflyttade han till sin hembygd där han levde under ytterst små förhållanden. Han medverkade i sin sista utställning 1932 i Vetlanda och vid sin död följande år efterlämnade han över 150 målningar som såldes på auktion. Hans konst består av porträtt, landskap, bibliska kompositioner men helst målade han genremotiv.